# 윤원로
윤원로(尹元老, 1502년 ~ 1547년 12월 26일)는 조선시대 중기의 무신이자 척신으로 본관은 파평(坡平)이다. 파산부원군 윤지임의 아들이자 윤원형의 형, 윤원량과 윤원필, 문정왕후의 동생이다. 대윤의 영수 윤임은 그의 아버지 윤지임과 8촌형제 간이 된다.
정치적으로 대립한 김안로와도 사돈간이 되는데, 김안로의 아들 김희와 중종과 장경왕후의 딸 효혜공주의 장녀 김선옥은 그의 아들 윤백원과 결혼했다. 또한 그의 형 윤원량의 딸 숙빈 윤씨는 인종의 후궁이었다. 김안로의 사돈이면서 중종과는 처남매부간이자 인종의 처숙부이고 명종의 외숙부이자 중종의 딸 효혜공주의 사돈으로, 중종과는 이중 삼중 인척관계에 있었다.

## 생애
1515년 장경왕후가 원자(훗날의 인종)를 낳고 산후병으로 죽자 1517년 윤원로의 누나가 왕비로 간택되었다.
1536년 감역이 되었다가 얼마 되지 않아 6품으로 승진, 갑작스러운 승진으로 대간의 논박을 받고 체직되었다. 1537년 좌사어로 근무할 때 사돈인 희락당 김안로(金安老)와 다투다가 파직, 여러번 대간의 논박을 받고 문외출송되었다가 유배되었다. 그 뒤 김안로가 문정왕후를 폐출하려다가 실패하자 관직에 복귀했다. 44년 윤임과 다투다가 파직·유배되었다.
중종이 죽고 1544년(인종 1년) 인종이 즉위해 윤임의 대윤이 득세하자 탄핵을 받고 파직당했다. 이후 그는 동생인 윤원형, 조카 윤춘년 등과 짜고 윤임을 축출할 계획을 세운다. 그해 군기시 첨정이 되었다.
1545년(명종 즉위년) 인종이 죽고 명종이 즉위하자 다시 풀려나 군기감첨정이 되었다. 국왕의 장례는 5월장이 원칙이었으나 문정왕후·윤원형·이기(李芑) 등과 함께 '인종은 1년을 넘기지 못한 임금이니 대왕의 예를 쓰는 것은 옳지 않다'고 하면서 인종의 장례를 박하게 치르게 했다.
그해 7월 앞서 다시 윤임 등 대윤(大尹) 일파를 축출하려고 대윤 일파가 경원대군을 해치려 했다고 무고(誣告)했으나, 영의정 윤인경(尹仁鏡)과 좌의정 유관(柳灌)이 망언(妄言)을 조작하고 천친(天親)을 이간한다고 탄핵함으로써 전라남도 해남으로 유배되었다가 1년 만에 풀려났다. 대윤의 윤임은 그와 9촌 숙질간이 된다.
그 뒤 을사사화로 윤임, 유관(柳灌), 유인숙 일파가 제거, 사사되자 석방됐다. 그 뒤 군기시 첨정(軍器寺僉正), 돈녕부도정에 이르렀으나 공신에 참여하지 못한 것을 분하게 여기다가 1546년 동생 윤원형과의 정쟁에서 패하여 탄핵을 받아 파직 유배되고, 배소에서 사사당하였다. 바로 상구와 관곽이 내려졌으나 사헌부 등이 이를 문제삼기도 했다. 이 일로 그의 아들 윤백원은 윤원형의 정적인 이량과 결탁하게 되었다.
정적인 김안로(金安老)와 사돈관계를 형성하기도 했다. 김안로의 사촌 형 김안수의 딸이 동생 윤원형의 본부인이다. 윤원로의 아들 윤백원은 중종의 딸 효혜공주와 연성위 김희(延城尉 金禧 ? ~ 1531년)의 딸 김선옥(金善玉, 1531년 ~ ?)과 결혼했다. 며느리 김선옥은 김안로의 손녀였다.

## 가계
- 조부 : 윤욱(尹頊, 1459 ~ 1485)
  - 아버지 : 파산부원군 윤지임(坡山府院君 尹之任, 1475 ~ 1534)
  - 어머니 : 전성부부인 전의 이씨(全城府夫人 全義 李氏, 1475 ~ 1511) - 이덕숭(李德崇)의 딸
    - 형 : 윤원개(尹元凱)
    - 형 : 윤원량(尹元亮, 1495 ~ 1569)
    - 형 : 윤원필(尹元弼, 1496 ~ 1547)
    - 큰누나 : 파평 윤씨
    - 작은누나 : 문정왕후(文定王后, 1501 ~ 1565)
    - 남동생 : 윤원형(尹元衡, 1503 ~ 1565)
    - 정부인 : 평창 이씨 이량(李亮)의 딸[3]
      - 장남 : 윤백원(尹百源, 1528 ~ 1589)
      - 며느리 : 김선옥(金善玉, 1531 ~ ?) - 효혜공주와 김희(金禧)의 딸
        - 손녀 : 윤개미치(尹介未致, ? ~ 1589)[4]

      - 장녀 : 윤애현(尹愛賢, 1534 ~ ?)
      - 차남 : 윤천원(尹千源, 1539 ~ ?)
      - 차녀 - 윤중현(尹仲賢, 1541 ~ ?)
      - 3남 : 윤만원(尹萬源, 1545 ~ ?)

    - 측실 : 여흥 민씨
      - 서자 : 윤조원[4]

## 관련 드라마
역사 드라마 사극에서 등장하는 윤원로
- 1985 MBC 조선왕조 500년 제4화 풍란 : 강인덕
- 2001 SBS 여인천하 : 김기섭

## 같이 보기
- 을사사화
- 윤원형
- 윤원량
- 문정왕후
- 윤지임
- 윤백원
- 윤임
- 윤여필
- 김안로
- 효혜공주
- 중종
- 윤백원